# Fritz Ludwig Neumeyer
Fritz Ludwig Neumayer (Egloffstein, 10 settembre 1875 – Norimberga, 10 settembre 1935) è stato un imprenditore tedesco fondatore di varie attività industriali tra le quali la più importante fu la Zündapp.

## Biografia
Fritz Ludwig Neumeyer nacque nel 1875 in Egloffstein da Elisabeth Heid (* 1822; † 1880) e Georg Philipp Neumeyer (* 1843; † 1880).
Sposò Marie Husslien (* 1849; 1926); ebbero una figlia, Elisabeth (* 1909; † 1995) e il figlio Hans-Friedrich Neumeyer. Fritz Ludwig Neumeyer frequentò la städtische Handelsschule in Nürnberg. Dal 1890 imparò la professione di commerciante presso la „Armaturen-und Maschinenfabrik AG vorm. J. A. Hilpert". Dal 1895 seguì una azienda presso Zurigo, dove nel 1897 fondò una società di sanitari.

## Imprenditoria

### Metallwarenfabrik Fritz Neumeyer
Nel 1903 ritornò a Norimberga e rilevò da un fallimento la Spiel- und Metallwarenfabrik Köllisch.
Fu la base della Metallwarenfabrik Fritz Neumeyer.

### Fritz Neumeyer AG
Durante la prima guerra mondiale ricevette ordini dal Governo tedesco per munizioni e altra tecnologia militare. Nel 1916 ricevette altri ordinativi governativi.
Aprì una seconda attività a Hersbruck e fondò la „Fritz Neumeyer AG", divenendone direttore generale con la partecipazione della „Hirsch Kupfer- und Messingwerke AG" di Berlino-Eberswalde. In una nuova sede a Norimberga-Herrnhütte, che divenne poi la sede storica, nel 1917 fabbricarono cartucce e capsule a percussione. Dopo il 9 novembre 1918 e il Trattato di Versailles continuò nella costruzione di tecnologia militare e metalmeccanica nella fonderia e nella fucina.

### Zündapp
Nel 1916 dalla Friedrich Krupp AG di Essen e della Gebr. Thiel GmbH, una fabbrica di orologi e di macchine utensili presso Ruhla in Turingia, fondarono la Zünder- und Apparatebaufabrik la poi rinomata Zündapp, a Norimberga, che fabbricò sistemi di accensione e macchine elettriche e più tardi motociclette.

### Estrusione a freddo
Il padre e collaboratore Fritz Singer sviluppò il procedimento Singer-Verfahren, di estrusione a caldo per tubi lega d'ottone.
Questa produzione veniva impiegata nei sistemi di raffreddamento dei motori a scoppio e nei radiatori per i sistemi di recupero d'acqua di zavorra delle aeronavi. Nel 1935 venne introdotto in Neumeyers AG, grazie a Adolf Liebergeld la estrusione a freddo.

### Fritz Neumeyer AG München-Freimann
Nel 1915 fu tra i fondatori della „Bayerischen Geschützwerke Friedrich Krupp KG München-Freimann“ affiliata alla MAN.
Dal 1919 qui vennero sviluppate da Franz Lawaczeck le turbine Lawaczeck per la centrale elettrica del Süddeutschen. Legata a questa vi fu la fabbrica di turbine di Gotha, Briegleb, Hansen & Co (fondata nel 1861; nel 1910 con ca. 420 dipendenti) che nel 1925 divenne parte della Deutsche Reichsbahn.
Nel 1921 viene acquisita la Gutehoffnungshütte per il 50,15% equivalente a 100 mln di Reichsmark dalla MAN.
La MAN all'epoca aveva 15.000 dipendenti.
Dalla bavarese Hüttenwerken arrivò alla Fritz Neumeyer AG il direttore Otto Meyer e costruirono idroturbine, piccole locomotive e aratri. Dal gennaio 1924 arrivò in azienda Gebhard Ludwig Himmler che ebbe licenza di costruzione di automobili della Rover Company. Nel 1925 venne venduta la Eisenwerk-Konsortium Fritz Neumeyer AG, Norimberga, per 12 mln di Reichsmark con 363 ettari di fabbrica con complesso residenziale alla Reichsbahn, la quale qui stabilì la Reichsbahn-Ausbesserungswerk Freimann.

### Kabel- und Metallwerke Neumeyer AG
Nel 1920 venne creata dalla „Hackethal Draht-und Kabelwerke AG Hannover“ la "Kabelwerk Nürnberg AG" e nel 1922 trasformata in „Kabel- und Metallwerke Neumeyer AG“.